# Marco Casagrande

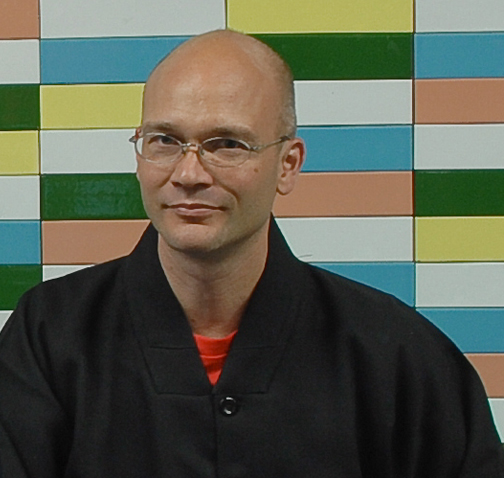
Marco Casagrande at SZHK Biennale, 2009

Marco Casagrande (* 7. Mai 1971 in Turku, Finnland) ist ein finnischer Architekt, Schriftsteller und Professor der Architektur. Casagrande wurde in eine gut situierte finnisch-italienische Familie katholischen Glaubens hineingeboren. Er wuchs im finnischen Lapland in der Stadt Ylitornio auf, die er erst für das Studium verließ. Sein Studium absolvierte er an der Technischen Universität Helsinki (bis 2001).

## Söldner und Autor
Nach seinem Dienst in der finnischen Armee 1993, meldete Casagrande sich als Freiwilliger bei den bosnisch-kroatischen Verteidigungskräften (HVO). Unter dem Pseudonym Luca Moconesi schrieb er sein kontrovers diskutiertes Buch „Mostarin tien liftarit / Tramper auf der Straße nach Mostar (WSOY 1997)“ über seine Erfahrungen im Bosnienkrieg. Basierend auf den Beschreibungen von Kriegsverbrechen, verübt von dem Hauptcharakter seiner autobiographischen Erzählung, kam er selbst unter den Verdacht des Kriegsverbrechertums. Zu seiner Verteidigung führte er später an, sein Buch sei tatsächlich ein fiktionales Werk gewesen.

## Künstler und Architekt
Als Finalist des „Emerging Architecture competition (1999)“, ausgelobt von der englischen Architekturzeitschrift „Review's“, wurden Marco Casagrande und sein damaliger Partner Sami Rintala eingeladen an der Biennale 2000 in Venedig teilzunehmen.
Der Berichterstatter der New York Times wählte ihr Projekt „60 Minute Man“ zu seinem persönlichen Favoriten. In diesem Projekt pflanzten Casagrande & Rintala einen Eichenwald in einen alten Lastenkahn, der gefüllt war mit kompostierter Erde: jener Menge Erde, die die Stadt Venedig in einem Zeitraum von 60 Minuten an menschlichen Abfällen produziert.
Casagrandes vielschichtige architektonische Arbeit umfasst den Bereich der Architektur, der Stadt- und Umweltplanung, der Kunst im öffentlichen Raum, der Zirkuskunst sowie die Künste anderer
Disziplinen.
Auf der Suche nach Architekturen des Unbewussten, der Wahrheit in der Realität und der Verbindung zwischen dem modernen Menschen und der Natur, glaubt er daran, daß der Mensch sich nicht blenden lassen sollte, durch Stress, ökonomische Zwänge oder unseren unbegrenzten Zugang zu Unterhaltung und Informationen im Internet. Was Real ist, ist wertvoll.
Casagrande wurde als Professor für ökologische Stadtplanung an die Tamkang-Universität in Taiwan berufen, nachdem er im „Treasure Hill“ Projekt eine illegale Siedlung städtischer Kleinbauern in ein experimentelles Laboratorium ökologischer Stadtplanung verwandelte. Maßgebend für den gesamten Prozess wurden dabei die Reaktionen aus der „Treasure Hill“-Gemeinschaft.
Seine Theorie der „Stadt der dritten Generation“ nimmt die postindustriellen städtischen Bedingungen als eine durch Maschinen zerstörte Umgebung wahr – durch die menschliche Natur und Architekten als „Designschamanen“ lediglich im Sinne der größeren Ordnung des kollektiven Gedächtnisses interpretiert.

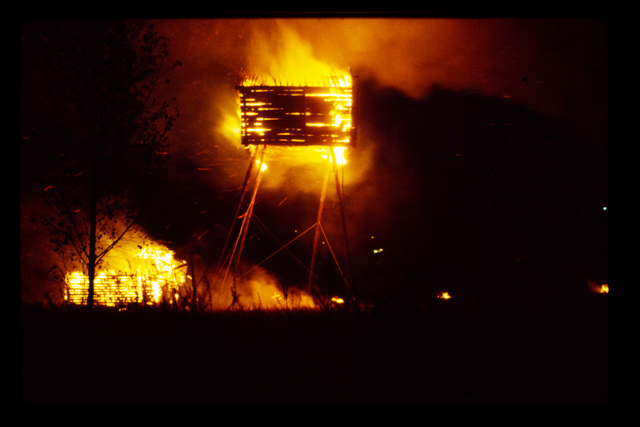
Land(e)scape, 1999
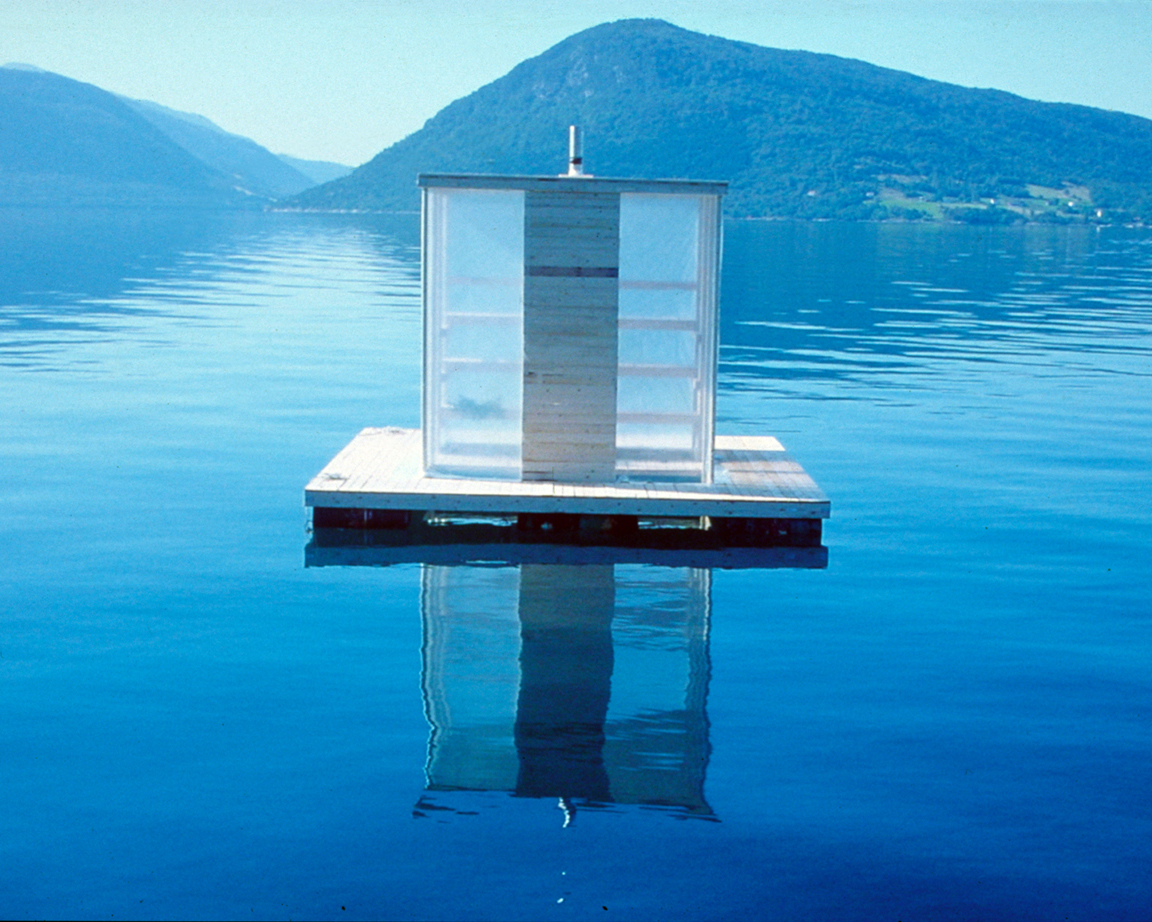
Floating Sauna, 2002
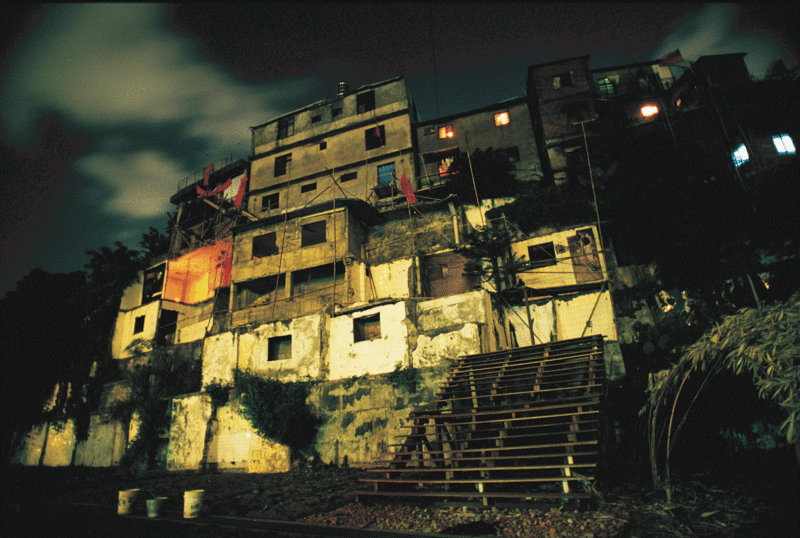
Treasure Hill, 2003
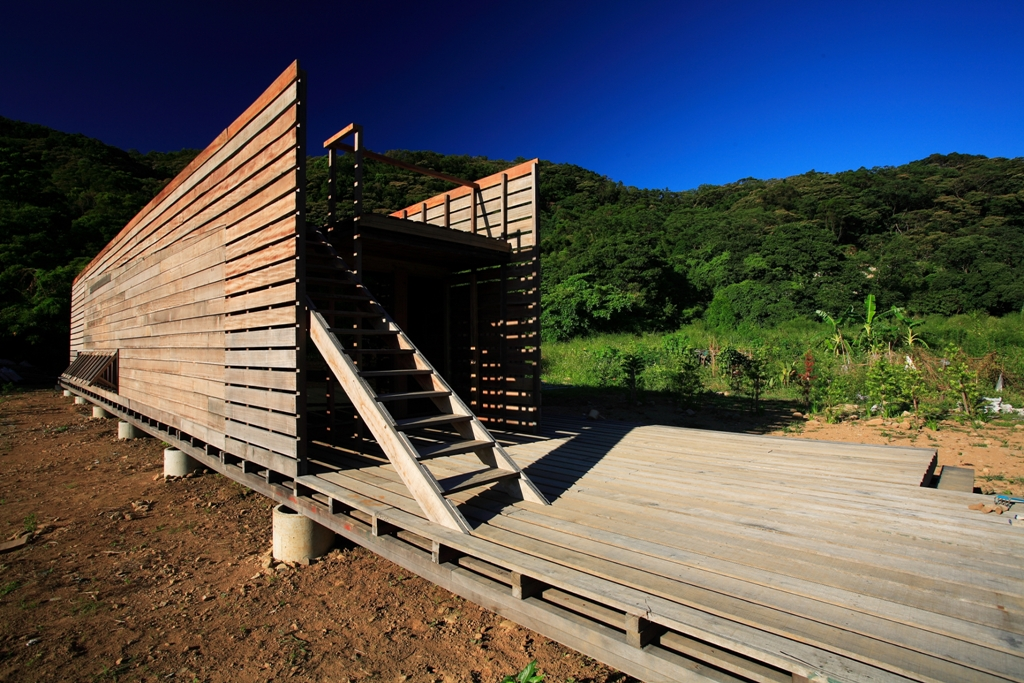
Chen House, 2008
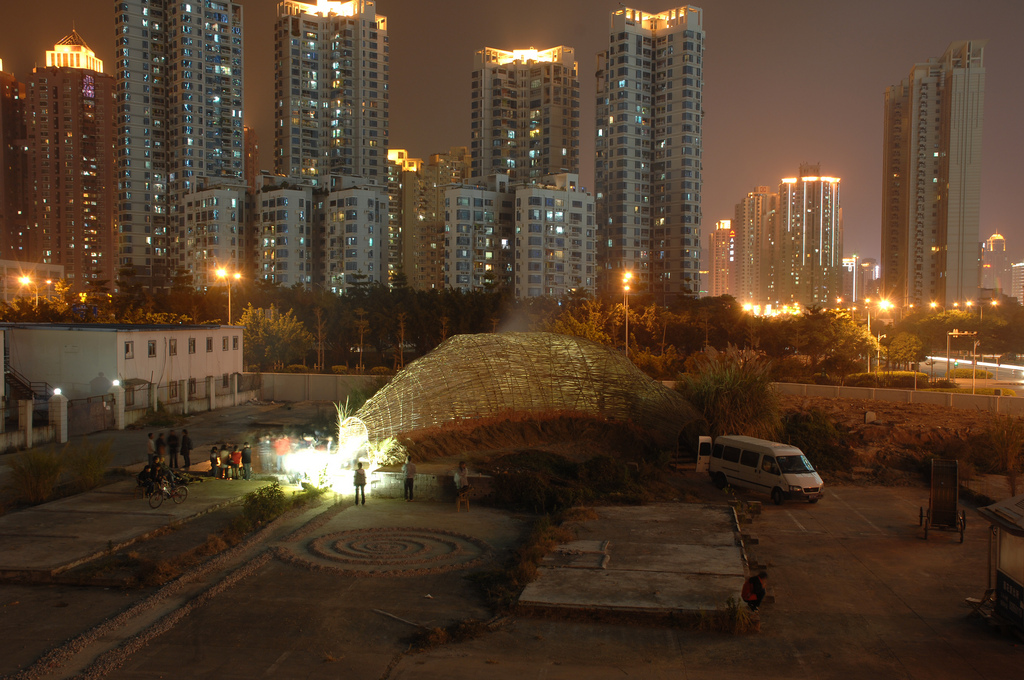
Bug Dome, 2009
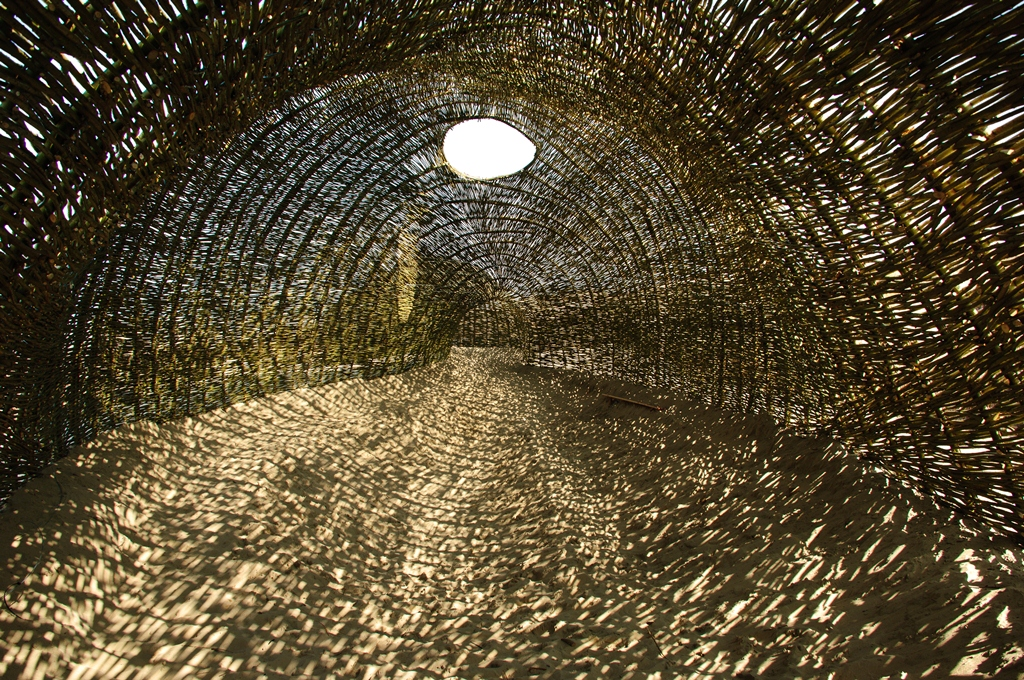
Sandworm, 2012